# Sonnengleichnis
Das Sonnengleichnis ist ein bekanntes Gleichnis der antiken Philosophie. Es stammt von dem griechischen Philosophen Platon (428/427–348/347 v. Chr.), der es im sechsten Buch seines Dialogs Politeia von seinem Lehrer Sokrates erzählen lässt. Anschließend trägt Sokrates das Liniengleichnis vor, mit dem das sechste Buch endet. Am Anfang des siebten Buches folgt das Höhlengleichnis, das letzte der drei berühmten Gleichnisse in der Politeia. Alle drei Gleichnisse veranschaulichen Aussagen von Platons Ontologie und Erkenntnistheorie.
In den drei Gleichnissen wird spezifisch platonisches Gedankengut vorgetragen. Der „platonische“ Sokrates, der hier als Sprecher auftritt und die Gleichnisse erzählt, ist eine literarisch gestaltete Figur. Seine Position kann daher nicht mit der des historischen Sokrates gleichgesetzt werden.
Im Sonnengleichnis versucht der platonische Sokrates das Gute, statt es direkt zu definieren, gleichnishaft zu veranschaulichen. Er vergleicht es mit der Sonne: Wie im Bereich des Sichtbaren die Sonne als Quelle des Lichts die alles beherrschende Macht ist, so herrscht in der geistigen Welt das Gute als Quelle von Wahrheit und Wissen.

## Vorgeschichte im Dialog
Im sechsten Buch der Politeia erläutert der platonische Sokrates seinen Gesprächspartnern Glaukon und Adeimantos, den beiden Brüdern Platons, die ethischen und geistigen Anforderungen, die man zu erfüllen hat, um für politische Führungsaufgaben in einem idealen, von Philosophen regierten Staat qualifiziert zu sein. Ein an der Staatslenkung beteiligter Philosoph benötigt für seine Entscheidungen einen ethischen Orientierungsrahmen. Es genügt nicht, dass seine charakterliche Disposition die Grundtugenden Gerechtigkeit, Besonnenheit, Tapferkeit und Weisheit umfasst. Diese Tugenden sind erst dann hilfreich, wenn man ihr Wesen philosophisch auf vollkommene Weise erfasst hat. Das gelingt aber nur dem, der die Tugenden aus einem ihnen übergeordneten Prinzip ableiten kann, das ihre gemeinsame Quelle und Basis ist, und über dieses Prinzip Klarheit erlangt hat.
Bei den folgenden Ausführungen des Sokrates wird die Kenntnis der platonischen Ideenlehre vorausgesetzt. Platon geht davon aus, dass die sinnlich wahrnehmbare Welt dem nur gedanklich erreichbaren (intelligiblen) Bereich der Ideen nachgeordnet ist. Die Ideen sind reale, eigenständig existierende, unveränderliche Urbilder, die Sinnesobjekte sind deren Abbilder. Die Existenz und Beschaffenheit der Abbilder ist auf die Urbilder zurückzuführen. Das überzeitliche Sein der Ideen ist für Platon das Sein im eigentlichen Sinne. Den veränderlichen und vergänglichen Sinnesobjekten hingegen kommt nur ein bedingtes und damit unvollkommenes Sein zu, das sie den Ideen verdanken. Ihre Eigenschaften spiegeln das Wesen der Ideen; beispielsweise ist etwas Materielles schön, wenn und solange sich die Idee des Schönen darin abbildet.
Der Ursprung aller Tugenden ist „das Gute“ schlechthin, das heißt in der Ausdrucksweise der Ideenlehre die Idee des Guten. Ihr verdankt alles, was gut ist, die Eigenschaft gut zu sein. Sie ist das höchste Prinzip. Erst wenn man sie erkennt, wird alles andere Wissen nützlich und vorteilhaft. Eine Tugend kann man nur wahren, wenn man weiß, inwiefern sie auch gut ist. Die Einsicht in das Wesen der Idee des Guten ist für den platonischen Sokrates das eigentliche Ziel des philosophischen Erkenntnisstrebens. Allerdings betont er auch, dass solche Einsicht schwer zu erlangen ist; der Weg zu ihr sei weit und mühevoll. Es gehe hier um die „größte Lektion“, das „am meisten zu Lernende“ (mégiston máthēma).
Zwar strebt jede Seele das Gute an, doch was es ist, davon haben die Menschen nicht mehr als eine Ahnung und in ihrem Streben pflegen sie Irrtümern zu unterliegen. Die verbreitete Meinung, das Gute sei mit der Lust gleichzusetzen, ist abwegig, denn niemand wird bestreiten, dass es auch schlechte Lust gibt. Auch als Einsicht lässt sich das Gute nicht definieren, denn damit kann nur eine auf es selbst bezogene Einsicht gemeint sein, wodurch die Definition zirkulär wird.
Nach diesen Darlegungen wird Sokrates nach seiner eigenen Auffassung befragt. Er bekennt, nicht zu wissen, was das Gute ist. Er habe zwar eine Meinung dazu, doch sei es besser, diese Frage „für jetzt“ beiseitezulassen. Da er einen Versuch, das Gute auf direktem Weg zu bestimmen, unter den gegebenen Umständen nicht für sinnvoll hält, wählt er den Umweg über ein Gleichnis. Das unbekannte Gute soll den Gesprächspartnern anhand seines bekannten und ihm sehr ähnlichen „Sprösslings“ nahegebracht werden. Damit meint Sokrates die Sonne.
Einleitend weist Sokrates darauf hin, dass die Grundlage der folgenden Ausführungen die Ideenlehre ist. Ihr zufolge hängen die sichtbaren guten Einzeldinge auf mehrfache Weise mit der Idee des Guten, „dem Guten selbst“, zusammen. Im Gleichnis stellt Sokrates den Zusammenhang als Analogiebeziehung dar; Gutes im Bereich des Sichtbaren soll die Idee des Guten und ihre Wirkungsweise veranschaulichen.

## Das Gleichnis
Sokrates legt dar, dass der Gesichtssinn sich vom Gehör und den anderen Sinnen dadurch unterscheidet, dass er mit seinen Objekten nicht ohne Weiteres in Kontakt treten kann, sondern dazu eines zusätzlichen Elements, des Lichts, bedarf. Das Licht, das offensichtlich etwas Edles ist, stellt ein köstliches Band zwischen dem Gesichtssinn und dem Sichtbaren dar. Dieses Band ist göttlichen Ursprungs. Unter den himmlischen Göttern ist Helios, der Sonnengott, für die Erzeugung des Lichts zuständig. Der Sonne verdanken die Menschen die Möglichkeit, das Sichtbare zu sehen. Der Zusammenhang zwischen der Sonne und dem Gesichtssinn zeigt sich auch darin, dass das Auge unter allen Sinnesorganen das „sonnenhafteste“ ist. Die Fähigkeit des Auges zu sehen betrachtet Sokrates als eine Gabe des Sonnengottes. Aus der besonderen Beschaffenheit des Gesichtssinns ergibt sich der Vorrang des Sehens vor allen anderen Sinneswahrnehmungen.
Die Sonne ist ein „Sprössling“ oder „Abkömmling“ des Guten und ihm daher hinsichtlich ihrer Natur und Wirkungsweise ähnlich. Daraus ergibt sich für den platonischen Sokrates eine Analogiebeziehung: So wie sich im geistigen Bereich das Gute zum Denken und zum Gedachten verhält, so verhält sich im Bereich des Sichtbaren die Sonne zum Sehen und zum Gesehenen. Das Auge ist in der nächtlichen Finsternis behindert. Es kann seine Sehkraft erst dann richtig entfalten, wenn die Gegenstände, die es erblicken soll, von der Sonne beschienen werden. Analoge Verhältnisse bestehen im geistigen Bereich, wo die Seele die wahrnehmende Instanz, ihre Vernunft (Nous) die Sehkraft und das Gute die „Lichtquelle“ ist. Wenn die Seele sich mit dem Entstandenen und Vergänglichen befasst, das von der „Lichtquelle“ relativ weit entfernt ist, dann richtet sie ihre Aufmerksamkeit auf Verdunkeltes. Daher kann sie dann nicht zu richtiger Einsicht gelangen, so wie das Auge bei schlechter Beleuchtung kaum etwas sieht. Wendet sie sich aber der unveränderlichen Wahrheit und dem wirklich Seienden und Unvergänglichen zu, den Ideen, so erblickt sie das vom geistigen Licht Beschienene. Dann sieht sie gleichsam den Glanz dieser Wirklichkeit, so wie der Gesichtssinn die Dinge, auf die das Tageslicht fällt, deutlich erfasst.
Der Gesichtssinn und das Licht sind zwar sonnenartig, aber sie sind nicht die Sonne. Ebenso sind die Erkenntnis und die erkennbare Wahrheit, die das Denken dem Denkenden erschließt, dem Guten ähnlich, aber nicht mit ihm gleichzusetzen. Vielmehr steht das Gute über der Erkenntnis und der Wahrheit und übertrifft beide an Schönheit. Es ist die Instanz, die Wahrheitserkenntnis ermöglicht, denn es verleiht dem Erkennbaren die Wahrheit und dem Erkennenden die Erkenntnisfähigkeit. Darüber hinaus ist das Gute aber noch in einem weit umfassenderen Sinn ursächlich. So wie die Sonne nicht nur dem Sichtbaren die Sichtbarkeit verleiht, sondern auch dem Werdenden Nahrung verschafft und Wachstum ermöglicht, so verleiht das Gute dem Erkennbaren nicht nur die Erkennbarkeit, sondern auch sein Dasein und sein Wesen. Wie die Sonne, ohne selbst das Werden zu sein, das Werden des Werdenden verursacht, so bewirkt das Gute das Sein (to eínai) und Wesen (Ousia) der geistigen Wirklichkeit, obwohl es selbst dem Bereich des Seins und Wesens nicht angehört, sondern über ihm steht und ihn an Ursprünglichkeit und Macht übertrifft.

## Interpretation

### Wahrheit als Unverborgenheit
Für Platon besteht eine Analogie zwischen der Sichtbarkeit, die das Sonnenlicht Sinnesobjekten verleiht, und der Erkennbarkeit, die das Licht der Wahrheit geistigen Erkenntnisobjekten verleiht. Das Licht der Wahrheit gestattet dem Philosophen, das Seiende zu erfassen. Bei diesem Vergleich spielt wahrscheinlich die Etymologie des griechischen Worts alḗtheia („Wahrheit“) als „Unverborgenheit“ eine Rolle. Die Beziehung zwischen lanthánein („verborgen sein“), lḗthē („Vergessen“, „Vergessenheit“) und alēthḗs („wahr“, ursprünglich im Sinne von „unverborgen“, „offenkundig“) war für das griechische Sprachempfinden schon zur Entstehungszeit der homerischen Dichtung eine Selbstverständlichkeit; auch Platon war sich ihrer bewusst, wie eine Reihe von Stellen in seinen Werken zeigen.

### Die Frage der Seinstranszendenz des Guten
Berühmt und in der Forschung kontrovers diskutiert ist die Feststellung am Schluss der Darlegung des Gleichnisses, das Gute sei „nicht die Ousia“, sondern „jenseits der Ousia“ und übertreffe sie an Ursprünglichkeit und Macht. Der Begriff Ousia (wörtlich „Seiendheit“) wird gewöhnlich mit „Sein“ oder „Wesen“ übersetzt; bei Platon kommen beide Bedeutungen vor. Mit „Sein“ ist das für die platonischen Ideen charakteristische überzeitliche Sein gemeint, im Gegensatz zum Nichtsein und zur Daseinsweise des Werdenden und Vergänglichen. Zu der schwierigen Stelle haben zahlreiche Philosophiehistoriker eine Fülle von Deutungsvorschlägen unterbreitet. Strittig ist, ob „jenseits der Ousia“ im Sinne einer absoluten Transzendenz zu verstehen ist.
Eine Reihe von einflussreichen Philosophiehistorikern deuten „jenseits der Ousia“ im Sinne einer absoluten Transzendenz der Idee des Guten. Dieser Forschungsrichtung zufolge lässt Platon hier Sokrates behaupten, es gebe etwas, was dem unwandelbaren und vollkommenen Sein der rein geistigen Wirklichkeit übergeordnet ist, also in Bezug auf dieses vollendete Sein transzendent ist. Damit wird – erstmals in der Geschichte der abendländischen Philosophie – die Seinstranszendenz eines absoluten Prinzips konstatiert. Die Idee des Guten unterscheidet sich nach dieser Auffassung von allen anderen Ideen prinzipiell dadurch, dass sie zwar anderem Sein verleiht, aber selbst nicht dem Bereich des Seins angehört, sondern diesen übersteigt. Da sie der Grund des Seins aller anderen Ideen ist, verdankt der Bereich, dem diese Ideen angehören, ihr seine Existenz. Als Ursache dieses gesamten Bereichs kann sie ihm selbst nicht angehören, sondern muss ontologisch oberhalb von ihm verortet werden. Somit ist – wie schon die antiken Neuplatoniker meinten – das im Sonnengleichnis thematisierte Gute mit dem „Einen“ gleichzusetzen, das in Platons Dialog Parmenides behandelt wird und im Neuplatonismus das seinstranszendente absolute Prinzip ist.
Die Konsequenzen der Seinstranszendenz sind oder scheinen teilweise paradox. Wenn das Gute oberhalb des Seins einzuordnen ist, ihm selbst also das Prädikat „(ist) seiend“ nicht zugesprochen werden kann, müsste die Aussage „Das Gute ist nicht“ zutreffen, was als Bestreitung der Existenz des Guten aufgefasst werden könnte. Gemeint ist aber nicht ein Nichtsein, das ein Mangel an Sein wäre, sondern ein „Übersein“ des Guten. Als Quelle allen Seins kann das Gute nicht einen Mangel an dem, was aus ihm hervorgeht, aufweisen. Die Aussage „Das Gute ist nicht“ kann für ein absolut transzendentes Gutes in dem Sinne, dass es kein „Etwas“ ist, bejaht werden, nicht aber in dem Sinne, dass es als „nichts“ bezeichnet werden muss. Hier stellen sich die weiteren Fragen, ob etwas oberhalb des Seins Befindliches überhaupt erkennbar sein kann, ob sinnvolle Aussagen darüber möglich sind und wie sich das „Übersein“ zum Sein verhält.
Die Annahme, Platon habe das Gute für seinstranszendent gehalten, stößt allerdings in der Forschung auch auf entschiedenen Widerspruch. Die Gegenmeinung lautet, er habe die Idee des Guten zwar scharf von den übrigen Ideen abgegrenzt und ihr eine einzigartige Vorrangstellung zugewiesen, aber sie innerhalb des Bereichs des überzeitlichen Seins der Ideen verortet. Tatsächlich lassen eine Reihe von Äußerungen Platons erkennen, dass er es – zumindest aus einer bestimmten Betrachtungsperspektive – für legitim hielt, das Gute in den Bereich des Seins einzuordnen. Beispielsweise nennt er es „das Seligste des Seienden“ und „das Glänzendste des Seienden“. Die Forscher, die das Gute Platons als nicht seinstranszendent betrachten, deuten das „jenseits der Ousia“ im Sonnengleichnis relativierend nicht als Übersein, sondern als ein besonderes Sein jenseits des Seins der anderen Ideen. Rafael Ferber hat die Hypothese vorgetragen, der ontologische Widerspruch zwischen der Behauptung der Seinstranszendenz im Sonnengleichnis und den Stellen, an denen Platon das Gute als Seiendes auffasst, sei gewollt. Dieser Widerspruch solle den Leser darauf aufmerksam machen, dass die Idee des Guten nicht widerspruchsfrei sprachlich darstellbar sei. Sie transzendiere auch das Denken und daher gerate dieses, wenn es sich mit ihr befasst, in ein unvermeidliches Paradox. Theodor Ebert hingegen folgert aus der Analogie zwischen der Sonne und der Idee des Guten, diese Idee sei nach dem Gleichnis dem Denken ebenso zugänglich wie die Sonne der Sehkraft. Somit habe Platon sie nicht für denktranszendent gehalten. Außerdem meint Ebert, in der Politeia werde nicht behauptet, die Idee des Guten übersteige das Sein. „Jenseits der Ousia“ sei sie in dem Sinne, dass sie jenseits des Wesens der Erkenntnisobjekte sei, nicht aber im Sinne einer Seinstranszendenz. Mit Ousia sei hier nur das Wesen, nicht das Sein gemeint.

### Der Grund der gleichnishaften Darstellung
Eine weitere in der Forschung erörterte Frage lautet, warum der platonische Sokrates seine Meinung darüber, was das Gute selbst ist, nicht direkt äußert, sondern sie „für jetzt“ beiseitelassen will und stattdessen das Sonnengleichnis vorträgt. Als Grund gibt er die Schwierigkeit des Problems an, das mit dem „gegenwärtigen Anlauf“ nicht einmal auf der Ebene einer bloßen Hypothese sinnvoll behandelt, geschweige denn wirklich bewältigt werden könne. Damit meint er nicht, wie in der älteren Forschungsliteratur mitunter angenommen wurde, eine prinzipielle Unmöglichkeit, den Sachverhalt unmittelbar darzustellen. Vielmehr geht er nur davon aus, dass seine Gesprächspartner mangels philosophischer Schulung außerstande wären, einer Darlegung seiner Gedankengänge zu folgen, was zu Missverständnissen führen könnte. Platon hielt eine inhaltliche Bestimmung der Idee des Guten grundsätzlich für durchaus möglich. In seiner Schule, der Akademie, wurde diese Thematik diskutiert. Die Befürworter der Ansicht, es gebe eine „ungeschriebene Lehre“ Platons, die nur aus Hinweisen erschließbar sei, verorten das in der Politeia Verschwiegene ebendort. Möglicherweise war Platon, als er die Politeia schrieb, in seiner Auseinandersetzung mit dem Problem noch nicht weit genug vorangekommen, um Aussagen, die über das Gleichnishafte hinausgehen, als zur Veröffentlichung geeignet anzusehen.

## Rezeption
In der Antike haben eine Reihe von Denkern das Sonnengleichnis aufgegriffen, interpretiert oder auf freie Weise für ihre eigenen Zwecke benutzt. Rezipiert wurde es u. a. von Philon von Alexandria, Plutarch, Alkinoos, Kelsos und Origenes. Unter den Neuplatonikern interessierten sich besonders Plotin und Proklos dafür.
Manche Neupythagoreer nahmen ein seinstranszendentes höchstes Prinzip an. Die Mittelplatoniker hingegen schlugen diesen Weg nicht ein. Sie zogen aus dem Sonnengleichnis nicht die Konsequenz, die Idee des Guten oberhalb des Seins anzusiedeln. Teils wiesen sie sie ausdrücklich dem Bereich des Seienden zu, teils lässt sich diese Einordnung aus ihren philosophischen Systemen erschließen. Erst im Neuplatonismus setzte sich der Gedanke der Seinstranszendenz des Guten durch. Plotin, der Begründer des Neuplatonismus, ging bei der Begründung seiner Metaphysik des Absoluten unter anderem vom Sonnengleichnis aus. Er bezeichnete, an Platons Parmenides anknüpfend, das seinstranszendente höchste Prinzip als „das Eine“ und identifizierte es mit dem Guten des Sonnengleichnisses. Darin folgten ihm die späteren Neuplatoniker.
Vom Sonnengleichnis stark beeindruckt war der Humanist Marsilio Ficino. Nach seinem Verständnis muss es außer dem Guten, das er mit Gottvater gleichsetzt und „Sonne der Sonne“ nennt, und der sichtbaren Sonne noch eine dritte, unsichtbare Sonne geben, deren Abbild die sichtbare Sonne ist. Die unsichtbare Sonne nennt er den ersten Sohn Gottes, die sichtbare den zweiten. Die sichtbare Sonne ist für Ficino der „Stellvertreter Gottes“ in der Sinneswelt; durch sie ergießen sich Gottes Güter in den Bereich des Sichtbaren, ihr Licht geht aus dem unsichtbaren Licht der unsichtbaren Sonne hervor.

## Textausgaben und Übersetzungen
- Otto Apelt, Karl Bormann: Platon: Der Staat. Über das Gerechte (= Philosophische Bibliothek. Band 80). 11., durchgesehene Auflage, Meiner, Hamburg 1989, ISBN 3-7873-0930-6, S. 260–264 (nur Übersetzung).
- John Burnet (Hrsg.): Platonis opera. Band 4, Clarendon Press, Oxford 1902 (kritische Ausgabe ohne Übersetzung; oft nachgedruckt).
- Heinrich Dörrie/Matthias Baltes (Hrsg.): Der Platonismus in der Antike. Band 4: Die philosophische Lehre des Platonismus. Frommann-Holzboog, Stuttgart-Bad Cannstatt 1996, ISBN 3-7728-1156-6, S. 80–85 (Quellentexte mit Übersetzung) und S. 324–332 (Kommentar).
- Gunther Eigler (Hrsg.): Platon: Politeia. Der Staat (= Platon: Werke in acht Bänden. Band 4). 2. Auflage, Wissenschaftliche Buchgesellschaft, Darmstadt 1990, ISBN 3-534-11280-6, S. 536–545 (kritische Edition; bearbeitet von Dietrich Kurz, griechischer Text von Émile Chambry, deutsche Übersetzung von Friedrich Schleiermacher).
- Rüdiger Rufener (Hrsg.): Platon: Der Staat. Politeia. Artemis & Winkler, Düsseldorf und Zürich 2000, ISBN 3-7608-1717-3, S. 548–557 (griechischer Text nach der Ausgabe von Émile Chambry ohne den kritischen Apparat, deutsche Übersetzung von Rüdiger Rufener, Einführung und Erläuterungen von Thomas A. Szlezák).
- Wilhelm Wiegand: Der Staat, Buch VI–X. In: Platon: Sämtliche Werke. Band 2, Lambert Schneider, Heidelberg ohne Jahr (um 1950), S. 205–407, hier: 240–245 (nur Übersetzung).